# Цану, Атанасия
Атанасия Цану (нем. Athanasia Tzanou, 25 июня 1971, Афины) — немецкий композитор греческого происхождения.

## Биография
Закончила Национальную консерваторию в Афинах по классу композиции и фортепиано (1993). Училась у Франко Донатони в Миланской консерватории имени Джузеппе Верди (1993—1998). Посещала мастер-классы Брайана Фернихоу (1997, 1999), Карлхайнца Штокхаузена (1998), Тосио Хосокавы (1999). В 1999-2000 прошла курс композиции и музыкальной информатики в IRCAM.

## Избранные сочинения

### Оркестровые
- Natura poetica (1998—2000)
- Hark, the seductive wind of the mystic season для расширенного оркестра (2006—2007)
- moving shapes of a wondrous spell… V для струнного оркестра (2007)
- La vallée a rejoint la nuit I—V (2007-2008)

### Камерные
- Anagramma для бас-кларнета (1998)
- Triptyque I—III для флейты, кларнета, виолончели, фортепиано и перкуссии (1998)
- Quintus I для струнного квартета (1998)
- Affect для скрипки (1999)
- Deserts для кларнета (1999)
- Epígramma I для виолы д’амур и электроники (2000)
- Quintus II для виолончели (2000-2001)
- moving shapes of a wondrous spell… I для флейты, кларнета, томбона, арфы, скрипки и виолончели (2002—2003)
- moving shapes of a wondrous spell… II для флейты, кларнета, альта и перкуссии (2004)
- moving shapes of a wondrous spell… III для четырёх валторн, трубы и перкуссии (2004)
- moving shapes of a wondrous spell… IV для 12 перкуссионистов (2005—2006)

## Признание
Произведения Цану исполняются в Европе, США, Латинской Америке, среди исполнителей — Янош Недьеши, Лена Нойдауэр. Премия Моцарта от Зальцбургского Моцартеума (2001), премия Брамса города Гамбург (2001), поощрительная премия Эрнста фон Сименса (2006).